# Little Girl Blue (película de 2023)
Little Girl Blue es una película docudrama francesa de 2023 escrita y dirigida por Mona Achache sobre la vida de su madre, protagonizada por Marion Cotillard como la madre de Achache.
Se estrenó en el Festival de Cine de Cannes 2023 en la sección Proyecciones Especiales.

## Elenco
- Marion Cotillard como la madre de Mona Achache
- Mona Achaché
- María Bunel
- Didier Flamand
- Pierre Aussedat
- Tella Kpomahou
- Chico Donald Koukissa

## Producción
El 7 de enero de 2020, se anunció que la CNC de Francia había otorgado un anticipo de ganancias al proyecto documental de Mona Achache Little Girl Blue, cuyos detalles de producción aún no se habían formalizado.
El 10 de diciembre de 2022, se anunció que Achache había filmado recientemente un docudrama sobre la vida de su madre protagonizada por Marion Cotillard como la madre de la directora y que Achache también protagonizaría la película. El proceso de edición comenzó el 2 de enero de 2023.